# Сосниця (станція)
Со́сниця (біл. Со́сніца) — залізнична станція 5-го класу Вітебського відділення Білоруської залізниці на лінії Вітебськ — Полоцьк між роз'їздом Фоміно (7,9 км) та станцією Полоцьк (3,4 км). Розташована у східній околиці міста Полоцьк Вітебської області.

## Пасажирське сполучення
На станції Сосниця зупиняються поїзди регіональних ліній економкласу сполученням Вітебськ — Полоцьк.